# روني كلير إدواردز
روني كلير إدواردز (بالإنجليزية: Ronnie Claire Edwards)‏‏ (9 فبراير 1933 - 14 يونيو 2016)، هي ممثلة أمريكية بدأت مسيرتها الفنية عام 1963.

## الأعمال
- البركة الميتة

## وصلات خارجية
- روني كلير إدواردز على موقع IMDb (الإنجليزية)
- روني كلير إدواردز على موقع ألو سيني (الفرنسية)
- روني كلير إدواردز على موقع أول موفي (الإنجليزية)
- روني كلير إدواردز على موقع قاعدة بيانات برودواي على الإنترنت (الإنجليزية)
- روني كلير إدواردز على موقع قاعدة بيانات الأفلام السويدية (السويدية)
- روني كلير إدواردز على موقع قاعدة بيانات الفيلم (الإنجليزية)